# 3 Batalion Piechoty Morskiej

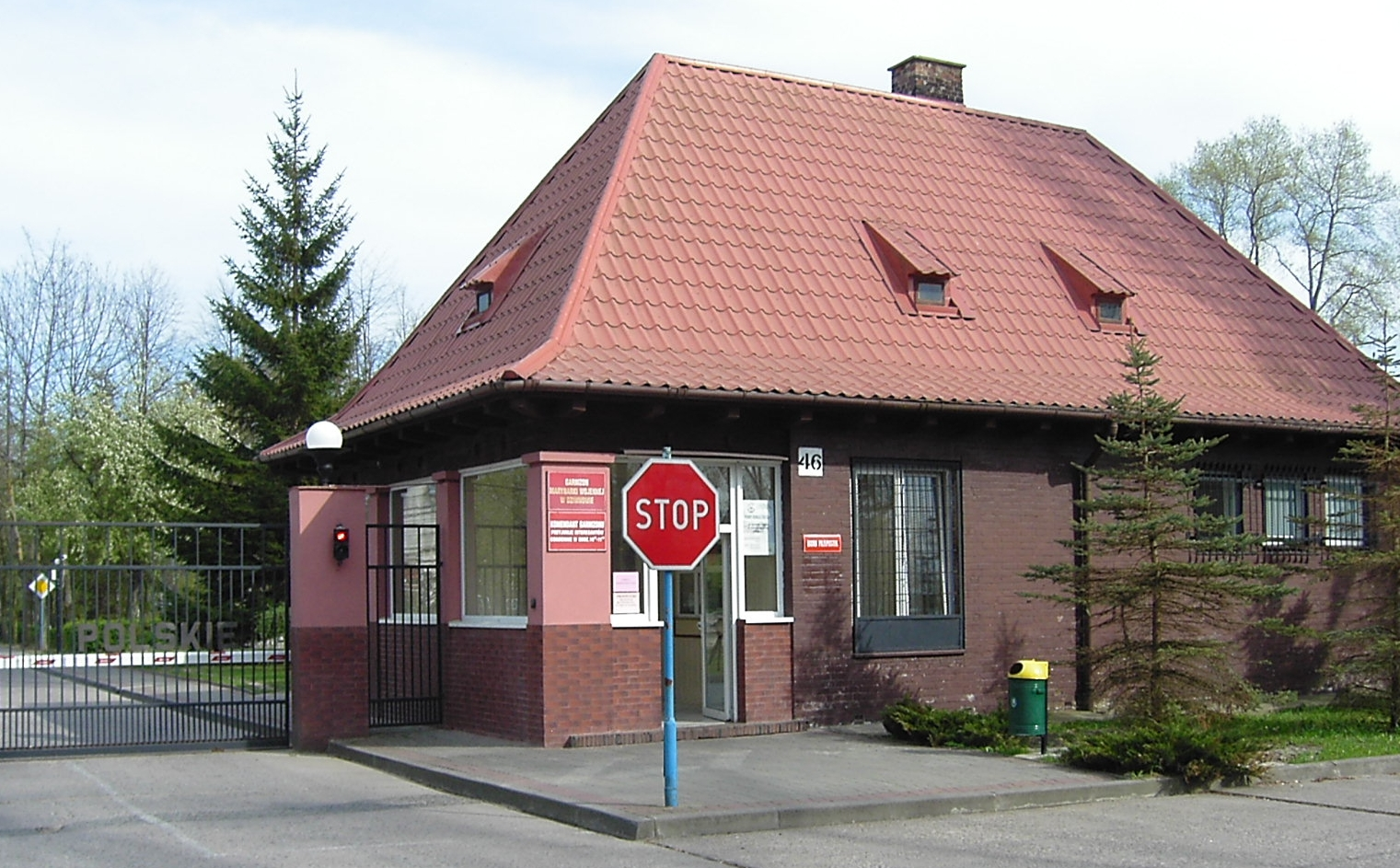
Biuro przepustek batalionu

3 Batalion Piechoty Morskiej (3 bpm) – oddział wojsk desantowych Sił Zbrojnych PRL.

## Formowanie i zmiany organizacyjne
Sformowany 15 listopada 1951 w Dziwnowie na podstawie rozkazu organizacyjnego SGWP nr 060/Org. z 7 lipca 1951. Początkowo podporządkowany dowództwu Bazy Marynarki Wojennej w Świnoujściu, w 1957 przeszedł w podporządkowanie Dowództwa Jednostek Nadbrzeżnych. Współpracował z Flotyllą Środków Desantowych. Żołnierze mieli umundurowanie stosowane w wojskach lądowych.
30 grudnia 1959, na podstawie zarządzenia SG WP nr 138/0rg. 3 batalion piechoty morskiej połączono z 29 Kołobrzeskim batalionem saperów morskich tworząc 3 Pułk Piechoty Morskiej.

## Skład organizacyjny
- dowództwo i sztab[3]
- pluton łączności
- dwie kompanie piechoty
- kompania ciężkich karabinów maszynowych
- kompania szkolna
- bateria armat 76 mm
- kompania moździerzy 82 mm
- pluton przeciwlotniczy
- pluton saperów
- ambulatorium

Batalion liczył etatowo 579 żołnierzy; na uzbrojeniu posiadał: 4 armaty 76 mm ZiS-3, 12 moździerzy 82 mm, 4 wielkokalibrowe karabiny maszynowe kal. 12,7 mm, 24 granatniki przeciwpancerne, 16 ciężkich karabinów maszynowych, 24 ręczne karabiny maszynowe.
W 1957 nastąpiła reorganizacja batalionu. W skład batalionu weszły:
- dowództwo i sztab
- pluton łączności
- pluton rozpoznawczy
- dwie kompanie piechoty morskiej
  - dwa plutony piechoty
  - pluton dział bezodrzutowych 82 mm
  - pluton dział przeciwpancernych kal. 107 mm (posiadał zamienniki uzbrojenia)
  - pluton przeciwlotniczych karabinów maszynowych PKM–2
  - pluton przeciwlotniczych karabinów maszynowych PKM–4 (posiadał zamienniki uzbrojenia)
- kompania szkolna
- bateria artylerii
  - pluton dowodzenia
  - pluton armat ppanc 85 mm
  - pluton 120 mm moździerzy
  - pluton 37 mm armat przeciwlotniczych
- pluton czołgów - 3 wozy T-34/85M[2]
- pluton saperów
- pluton transportowo-gospodarczy

Etatowo batalion po 1957 roku liczył 548 żołnierzy, w tym 47 oficerów; na uzbrojeniu posiadał: 3 czołgi T-34/85M, 7 dział bezodrzutowych 107 mm B-11, 7 dział bezodrzutowych 82 mm B-10, 3 armaty przeciwpancerne 85 mm D-44, 3 armaty przeciwlotnicze 37 mm wz. 1939, 3 moździerze 120 mm wz. 1943, 7 × II km plot. 14,5 mm  PKM–2, 7 × IV km plot. 14,5 mm  PKM-4, 16 granatników ppanc. RGPpanc-2, 5  ciężkich karabinów maszynowych SG-43, 14 rkm D.

## Dowódcy batalionu
- kpt. Tadeusz Daszkiewicz 16 listopada 1951 – 20 listopada1952)
- kpt. Kazimierz Bagiński - do 15 grudnia 1953
- kpt. Bronisław Moros - do 27 lipca 1958
- kmdr por. Władysław Furgała - do rozwiązania